# Hôtel-Dieu d'Angers
L'Hôtel-Dieu d'Angers est l'un des premiers hôpitaux fondés en France.
Il est créé en 1175 par Étienne de Marsay, sénéchal d'Anjou selon la volonté d'Henri II Plantagenêt, roi d'Angleterre et comte d'Anjou. D'abord situé dans l'ancien hôpital Saint-Jean, il est transféré en 1870 dans l'hôpital Sainte-Marguerite qui deviendra l'actuel centre hospitalier universitaire d'Angers.

## DuXIIesiècleauXIXesiècle

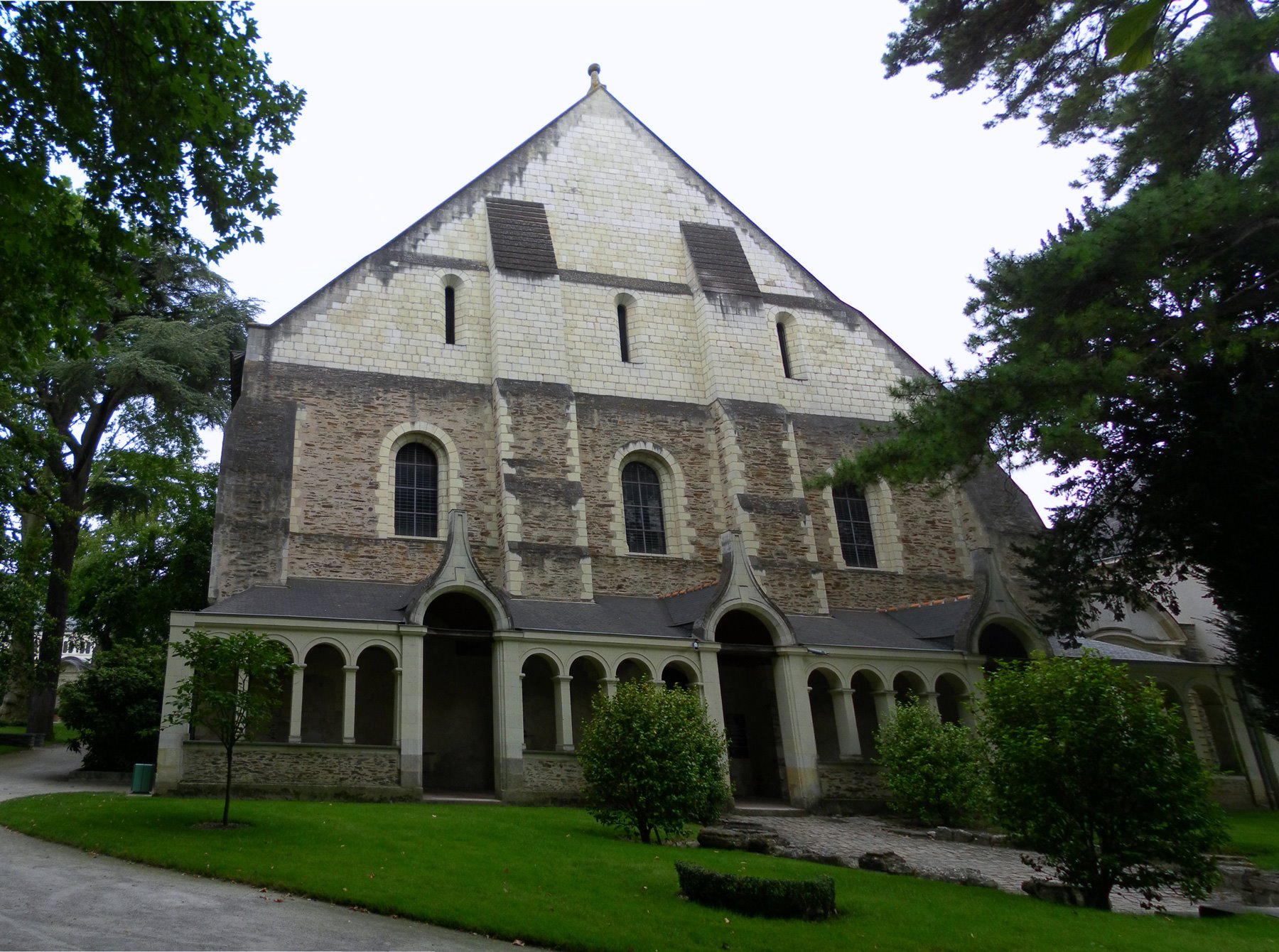
Façade de l'Hôpital Saint-Jean dans le quartier de la Doutre.

Vers 1170, le sénéchal d'Anjou Étienne de Marsay fonde l’hôpital Saint-Jean. L'établissement est desservi par des religieuses et des laïcs. Il compte 655 lits au XVIIe siècle et à la suite de problèmes financiers des Hospitaliers de l'ordre de Saint-Jean de Jérusalem La structure est réduite à 120 lits à la fin du XVIIIe siècle. Les services et l'enseignement médical sont réorganisés au début du siècle suivant,,

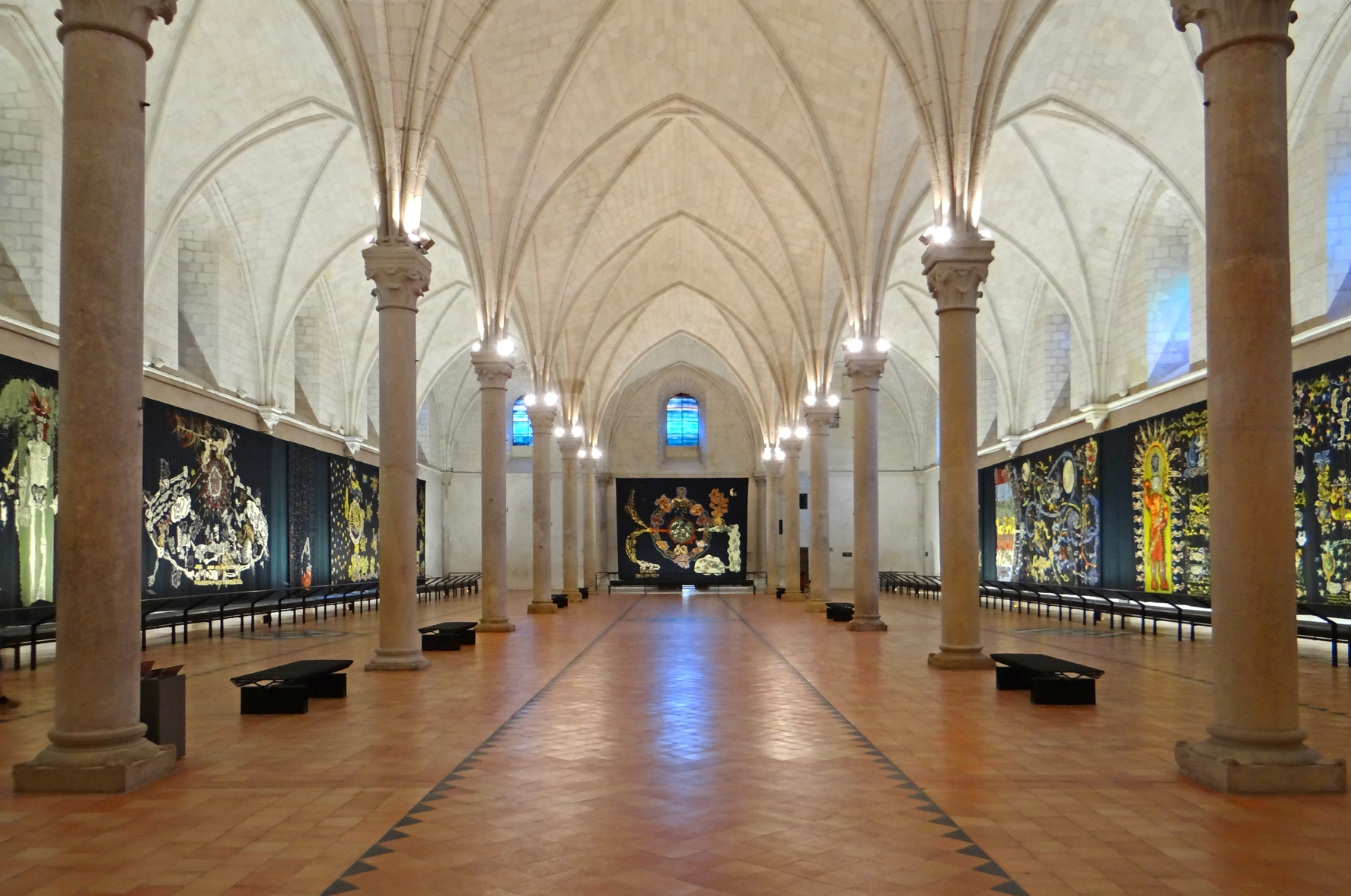
Ancienne salle des malades.

À sa création, l'Hôtel-Dieu est composé d'une grande salle des malades, d'une apothicairerie, d'un cloître, d'une chapelle et de plusieurs salles de soins. Mais au XVIIe siècle, les Hospitaliers en son maître depuis environ quatre-cents cinquante ans, la situation se dégrade et les bourgeois d'Angers décident d'en prendre la charge. Le 1er février 1640 des Filles de la charité de saint Vincent de Paul, emmenées par Louise de Marillac, assurent le soin aux malades. Une apothicairerie, en partie conservée aujourd'hui, y est installée. En 1645, le personnel comptait dix religieux, huit filles de la charité, un médecin, un apothicaire, un chirurgien, quarante-six serviteurs et vingt lavandières. Trois hospices sont édifiés aux XVIIe et XVIIIe siècles : l'hospice des Renfermés (ou hôpital général de la Charité), qui s'occupe des nécessiteux, l'hospice des Incurables, qui abrite des malades atteints de maladie chroniques, et l'hospice des Pénitentes (ou du Refuge), qui accueille les femmes ayant mauvaise réputation. Ces trois hospices sont réunis à la Révolution et définitivement regroupés au XIXe, avec un service pour les enfants. Les bâtiments prennent alors le nom d'hospice Sainte-Marie. À partir de 1844, les aliénés sont regroupés dans le nouvel hôpital psychiatrique de Sainte-Gemmes-sur-Loire,,.
Ces restructurations et la construction de nouveaux bâtiments sont à l'origine du centre hospitalier d'Angers.

## À partir duXIXesiècle

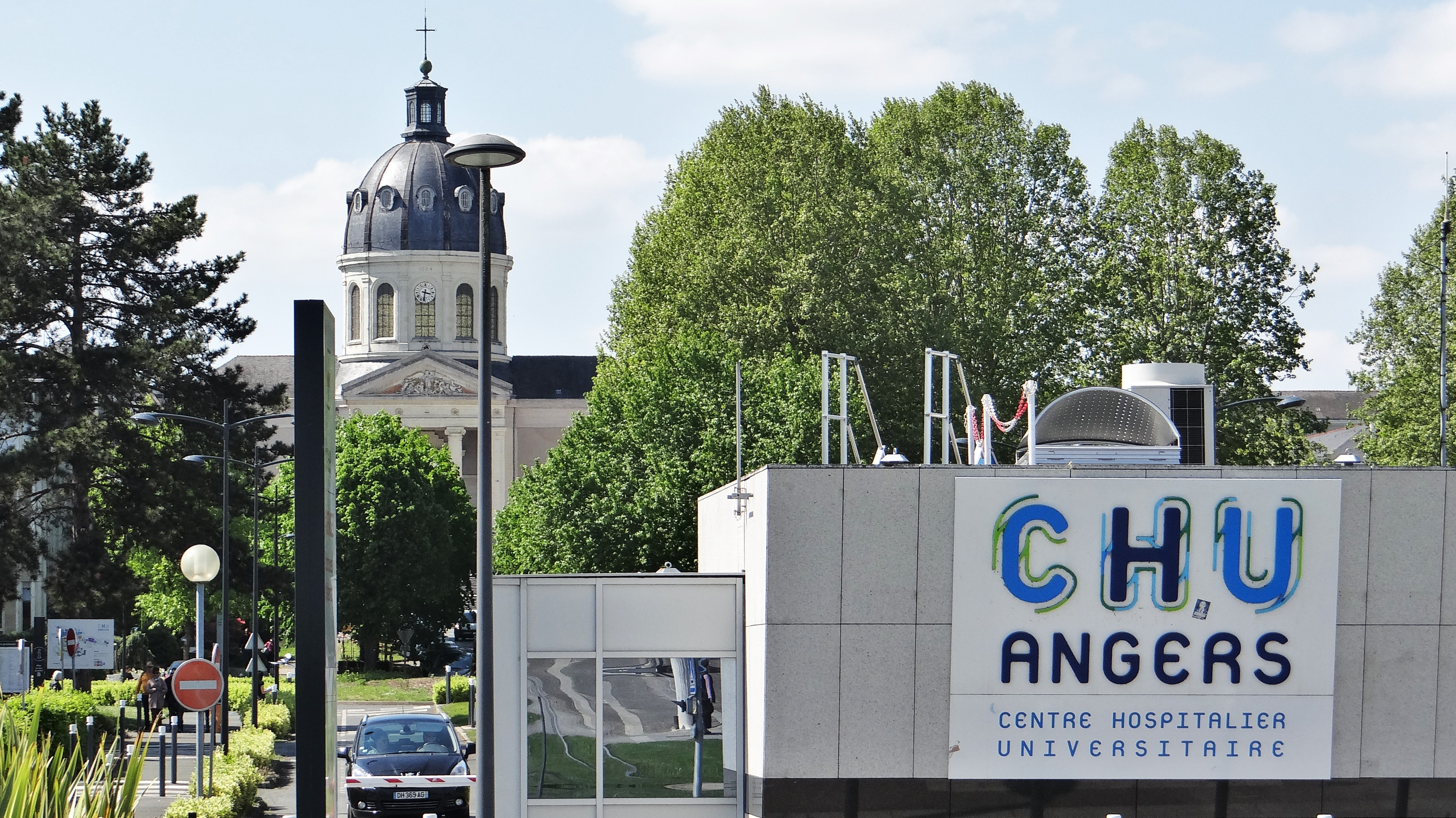
Le CHU d'Angers et sa chapelle.

L'Hôtel-Dieu est transféré en 1870 dans le nouvel hôpital Sainte-Marguerite située au nord d'Angers dans l'actuel quartier des Capucins, construit à partir de 1849, regroupant également l'hôpital de l'actuel parc des haras et l'hôpital général (dans la Doutre). Il est actuellement composé de deux entités distinctes.

### Hôtel-Dieu Nord
Spécialités :
- Anesthésie ORL - stomato - plastique
- Centre de coordination de cancérologie
- Médecine post-urgences
- Sécurité transfusionnelle et hémovigilance
- Soins palliatifs - équipe mobile

### Hôtel-Dieu Sud
Spécialités :
- Dermatologie - vénéréologie
- Diététique
- Endocrinologie - diabétologie - nutrition
- Maladies du sang